# Bersohn-Bauman-Kinderkrankenhaus

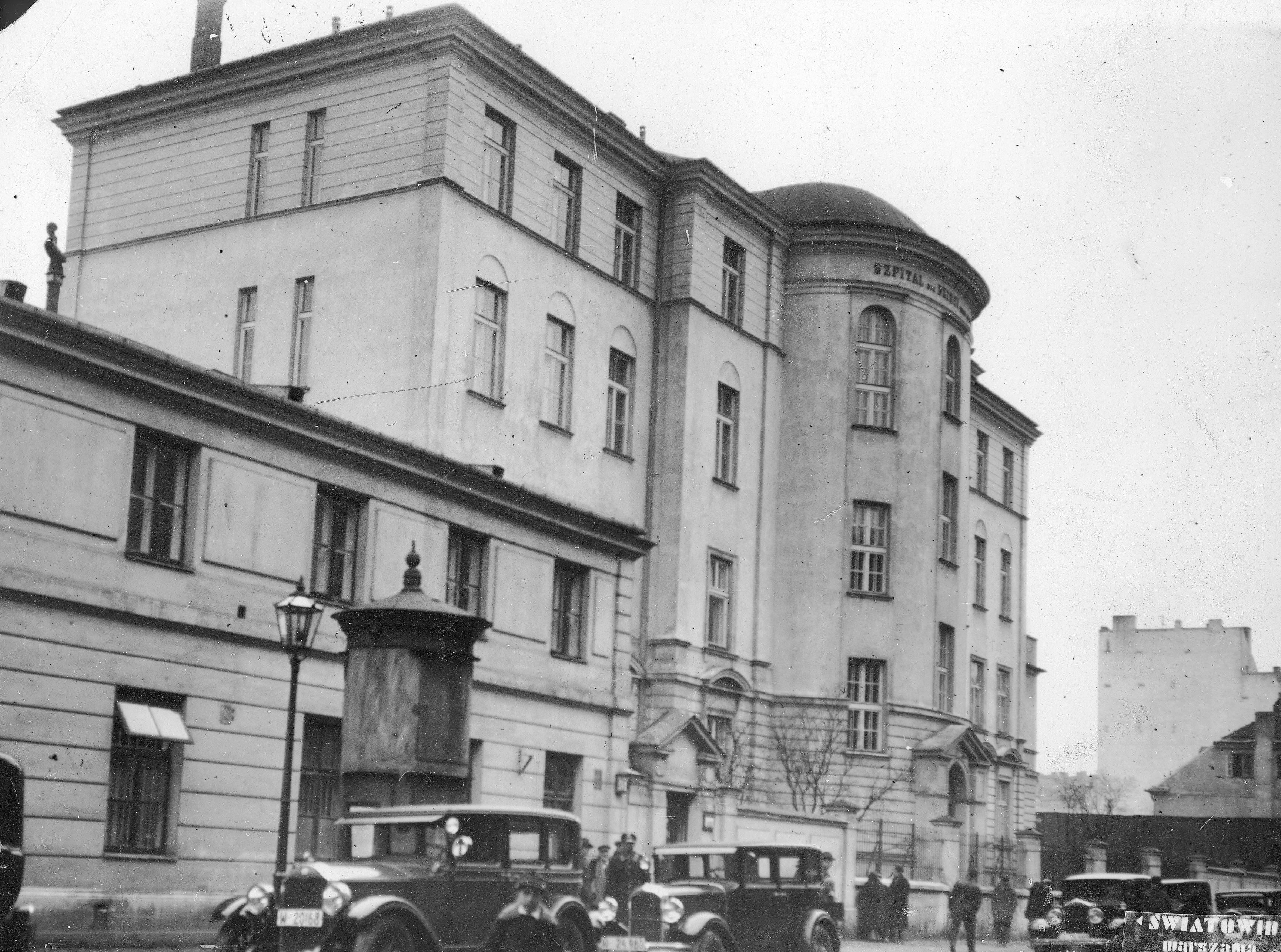
Das Bersohn-Bauman-Kinderkrankenhaus in Warschau, 1930

Das Bersohn-Bauman-Kinderkrankenhaus in Warschau war eine jüdische medizinische Einrichtung, die in den Jahren 1878–1942 in Warschau in der ulica Śliska 51/Sienna 60 in Betrieb war.
Im Jahre 1942 entstand eine Filiale des Krankenhauses in der ulica Leszno 80/82. Nach der Auflösung des sogenannten „Kleinen Ghettos“ im August 1942 wurde das Krankenhaus auf den Umschlagplatz ins Gebäude an der ulica Stawki 6/8 verlegt.

## Geschichte
Die Idee zur Errichtung eines Krankenhauses für die Behandlung von jüdischen Kinder entstand in den frühen 1870er Jahren. Im Jahre 1873 kauften die zwei Familien Majer und Chaja Bersohn und ihre Tochter Paulina Bauman zusammen mit ihrem Ehemann Salomon ein Grundstück für den Bau eines Krankenhauses. Anfangs war die Einrichtung für 27 Kinder vorgesehen. Das Krankenhaus wurde auf dem Grundstück zwischen zwei parallelen Straßen gebaut: ulica Sienna und ulica Śliska (daher wird gewöhnlich eine Doppeladresse angegeben: ulica Śliska 51/Sienna 60). Dank der finanziellen Mittel der Familien Bersohn und Bauman entstand in den Jahren 1876–1978 der ganze Krankenhauskomplex nach dem Projekt von Artur Goebel. Ludwik Chwat war der erste Chefarzt des Krankenhauses.

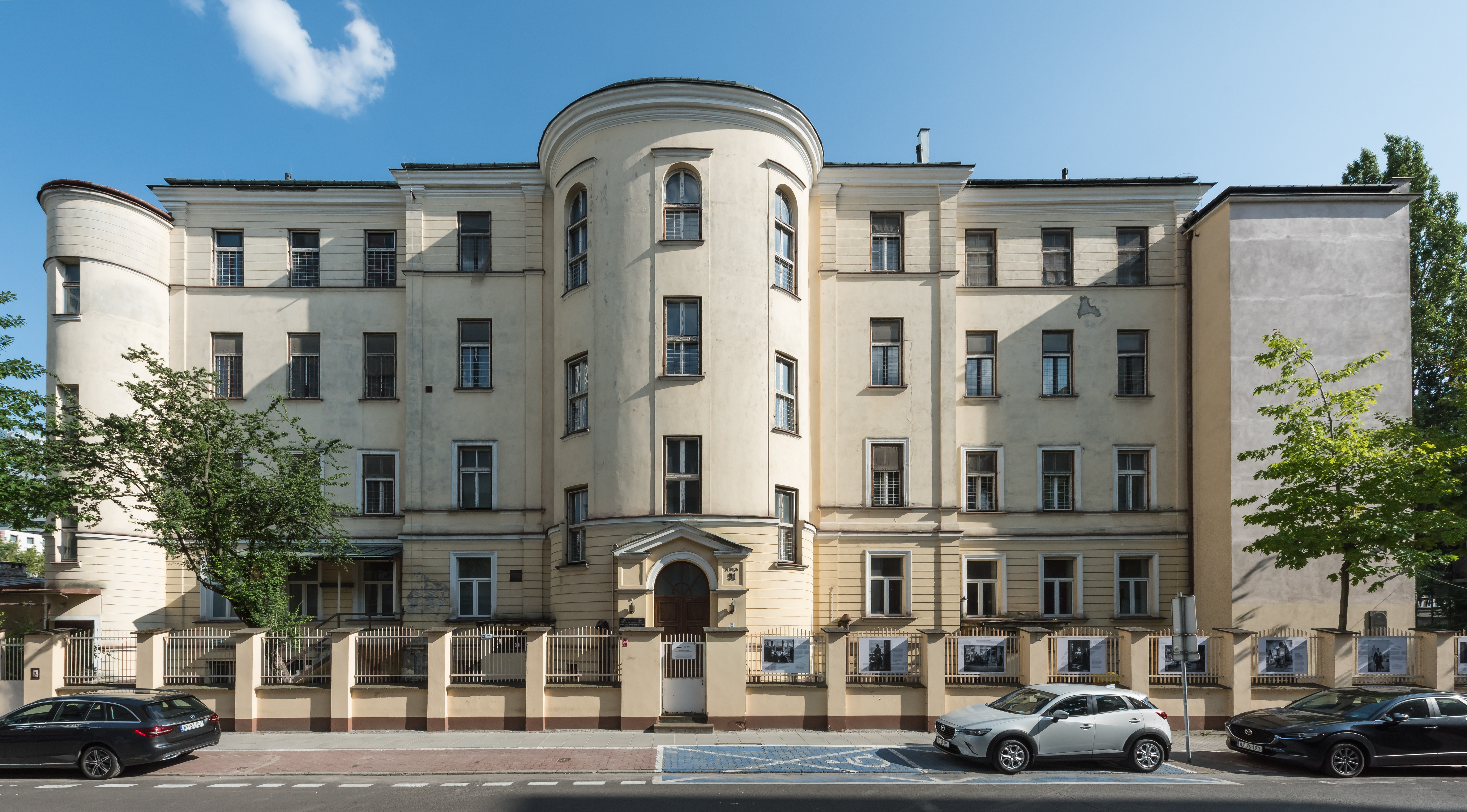
Das Gebäude des Krankenhauses heute, Blick von der ulica Śliska

In den Jahren 1905–1912 arbeitete im Krankenhaus als Kinderarzt Janusz Korczak.
Während des Ersten Weltkrieges veränderte sich die finanzielle Situation des Krankenhauses drastisch, weil die testamentarischen und Gründungsbestimmungen abgewertet wurden. Im Jahr 1923 wurde die Einrichtung geschlossen. Die Situation veränderte sich nach zahlreichen Interventionen der Ärztin Anna Braude-Hellerowa, dank derer die Krankenhausgebäude, die der Bersohn und Bauman Stiftung gehörten, von der Gesellschaft der Kinderfreunde (pol. Towarzystwo Przyjaciół Dzieci) im Jahre 1930 übernommen wurde. Bald wurden Anstrengungen unternommen, um den Krankenhauskomplex auszubauen. Die Finanzierung der Erweiterung erfolgte aus den Mitteln von der Warschauer Jüdischen Gemeinde und dem Joint Distribution Committee. Nach dem Ausbau betrug der Bettenstand 150 Betten.

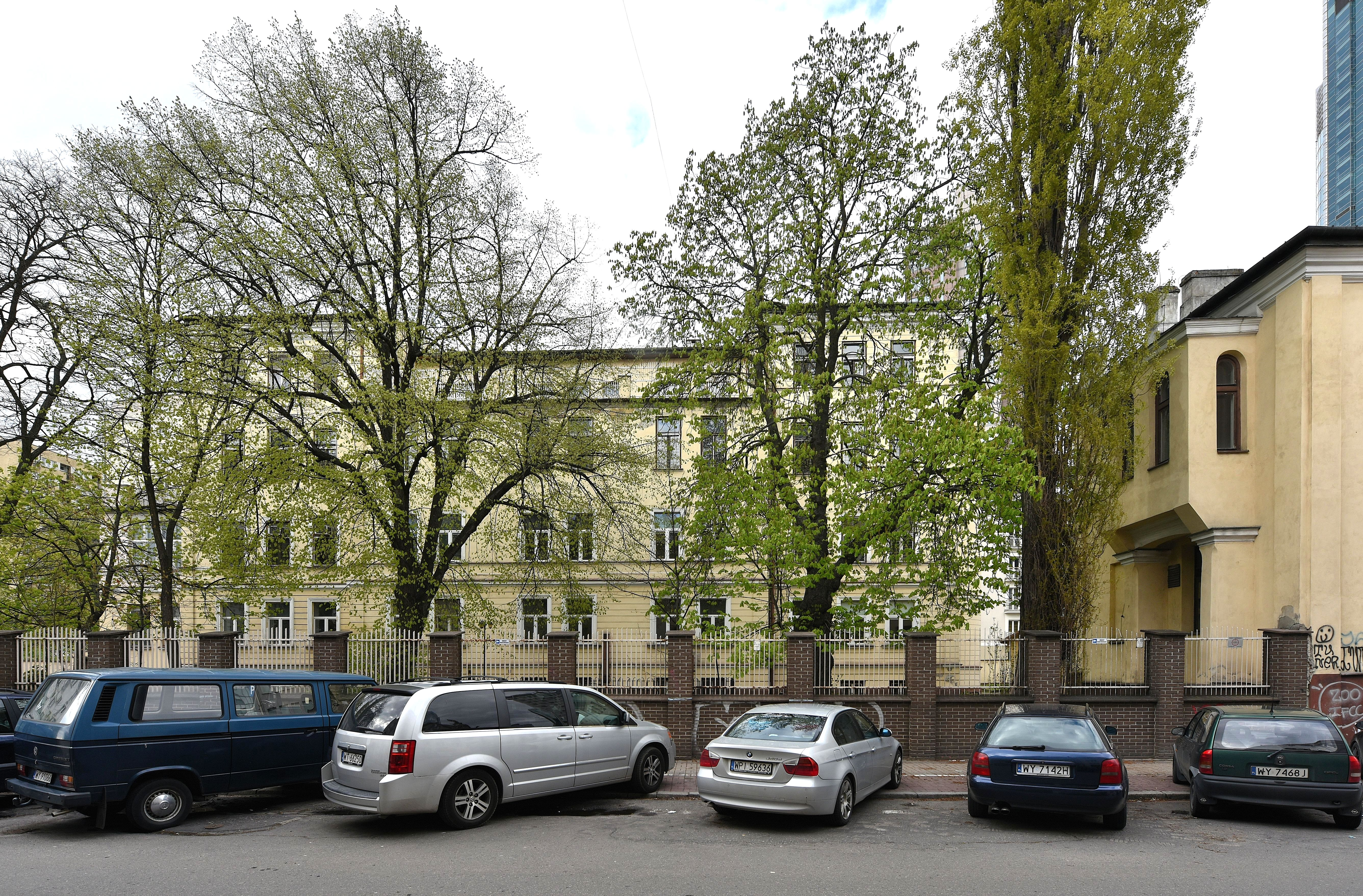
Der Krankenhauskomplex von der Seite der ulica Sienna

Am Tag des Ausbruches des Zweiten Weltkrieges hatte das Krankenhaus etwa 250 Betten zur Verfügung. Die Gebäude wurden während der Schlacht um Warschau nicht zerstört. Im November 1940 wurde das Krankenhaus in das Warschauer Ghetto eingegliedert. Die deutschen Behörden ernannten Wacław Konieczny aus Inowrocław zum Krankenhausverwalter.
Aufgrund eines enormen Anstiegs in der Zahl der Kinder, die von Fleckfieber litten, kam es zur Überfüllung des Krankenhauses. Im Oktober 1943 wurde dank der Bemühungen von Anna Braude-Hellerowa seine Filiale in der ulica Żelazna 86/88 an der Ecke der ulica Leszno 80/82 eröffnet. Das neue Krankenhaus konnte 400 Patienten aufnehmen.

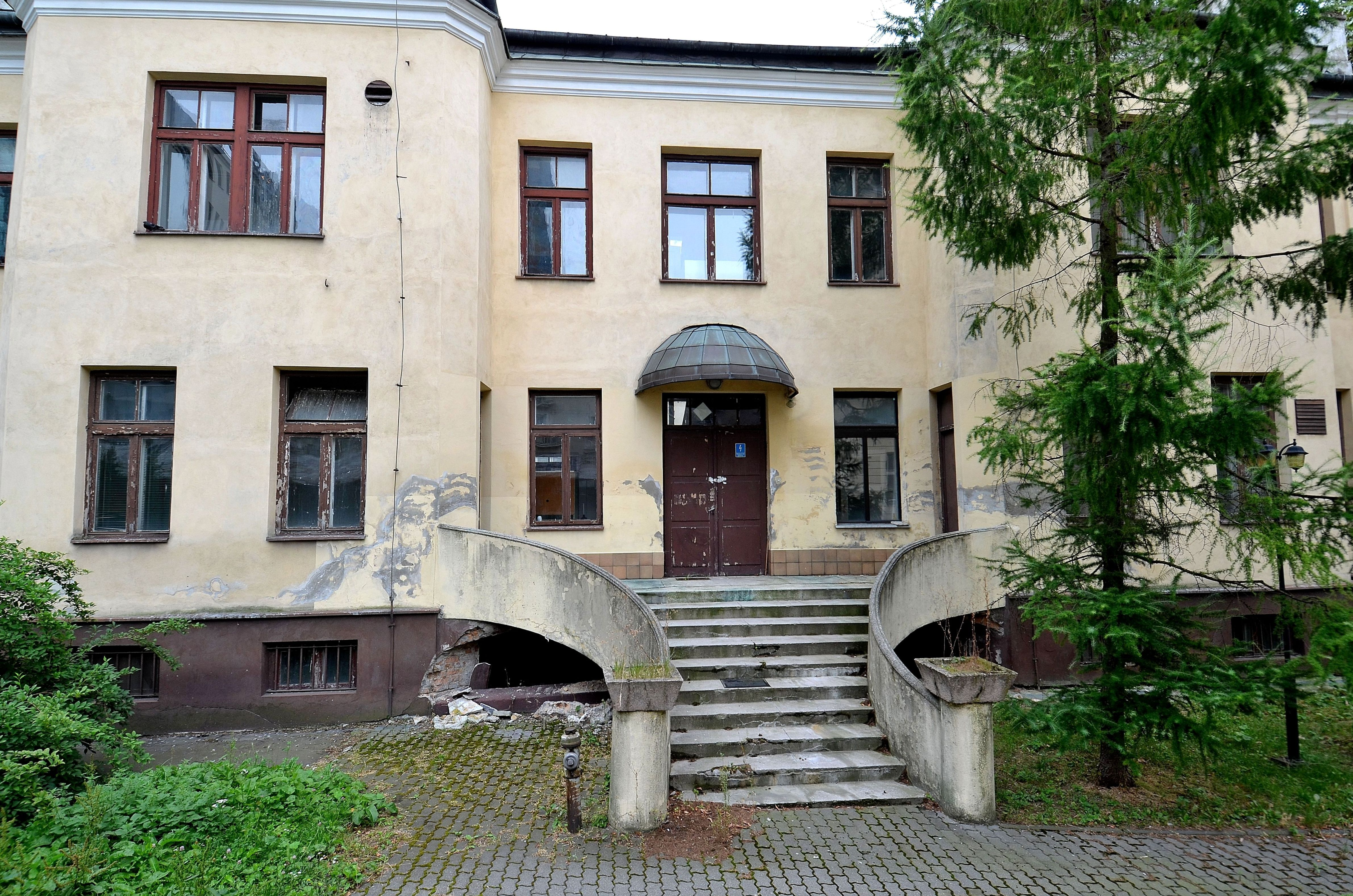
Eingang zum südlichen Pavillon

Ab Februar 1942 nahmen die Mitarbeiter des Krankenhauses an der wissenschaftlichen Forschung der Hungerkrankheit im Warschauer Ghetto teil. Die Forschung wurde geheim vor den Deutschen durchgeführt. Die Leichen von Patienten, die an Hunger starben, wurden in einem Schuppen auf dem jüdischen Friedhof in der ulica Okopowa erforscht, wo sie für die Beerdigung in Massengräbern warteten. Ein Teil der Handschriften mit den Ergebnissen der Forschung wurde auf die „arische Seite“ geliefert. Die Forschungsergebnisse wurden 1946 in einem von Emil Apfelbaum herausgegebenen Buch „Hungerkrankheit. Klinische Studien über Hunger im Warschauer Ghetto im Jahre 1942“ veröffentlicht.

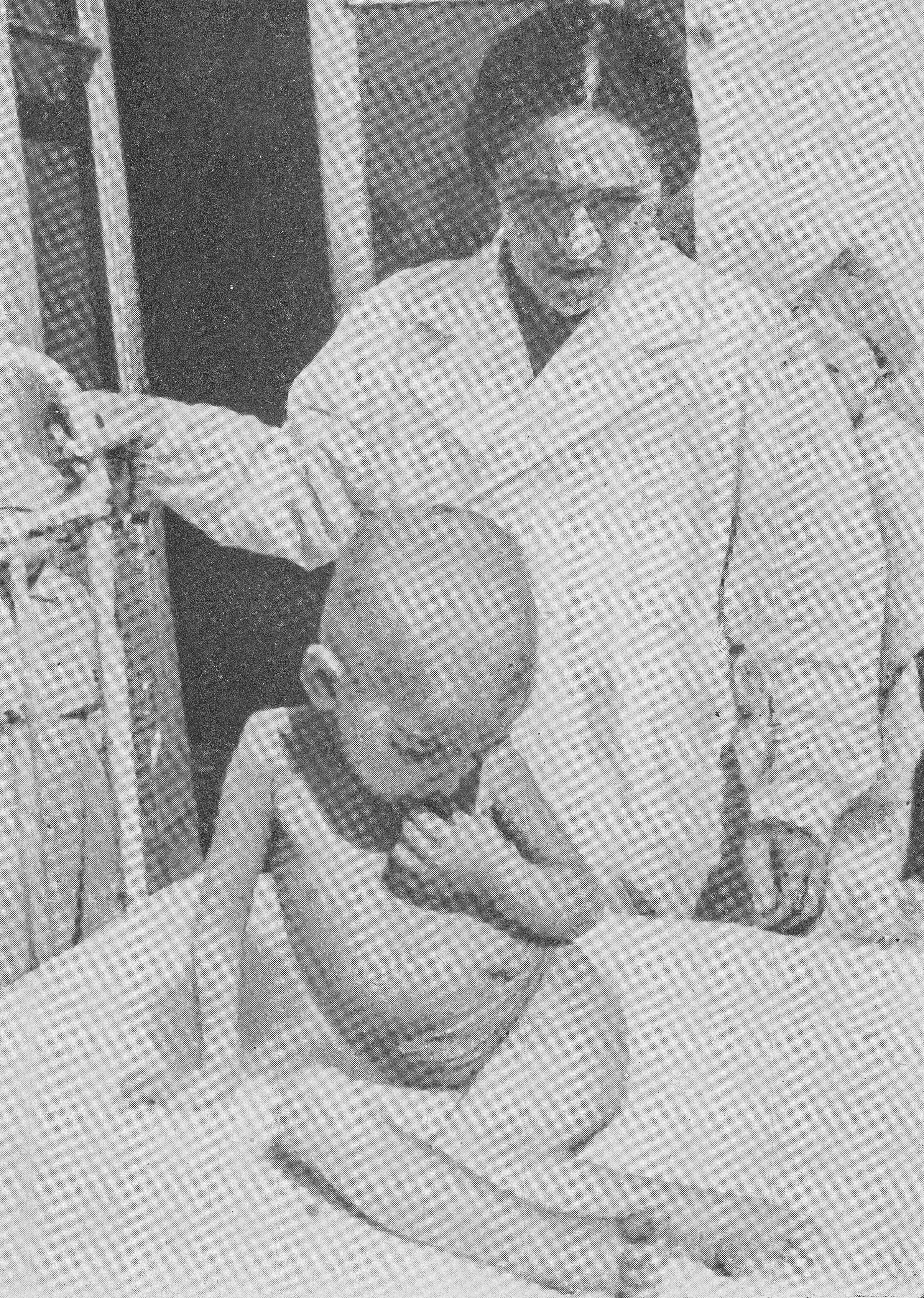
Anna Braude-Hellerowa bei der Behandlung eines im Warschauer Ghetto verhungernden Kleinkinds, 1942

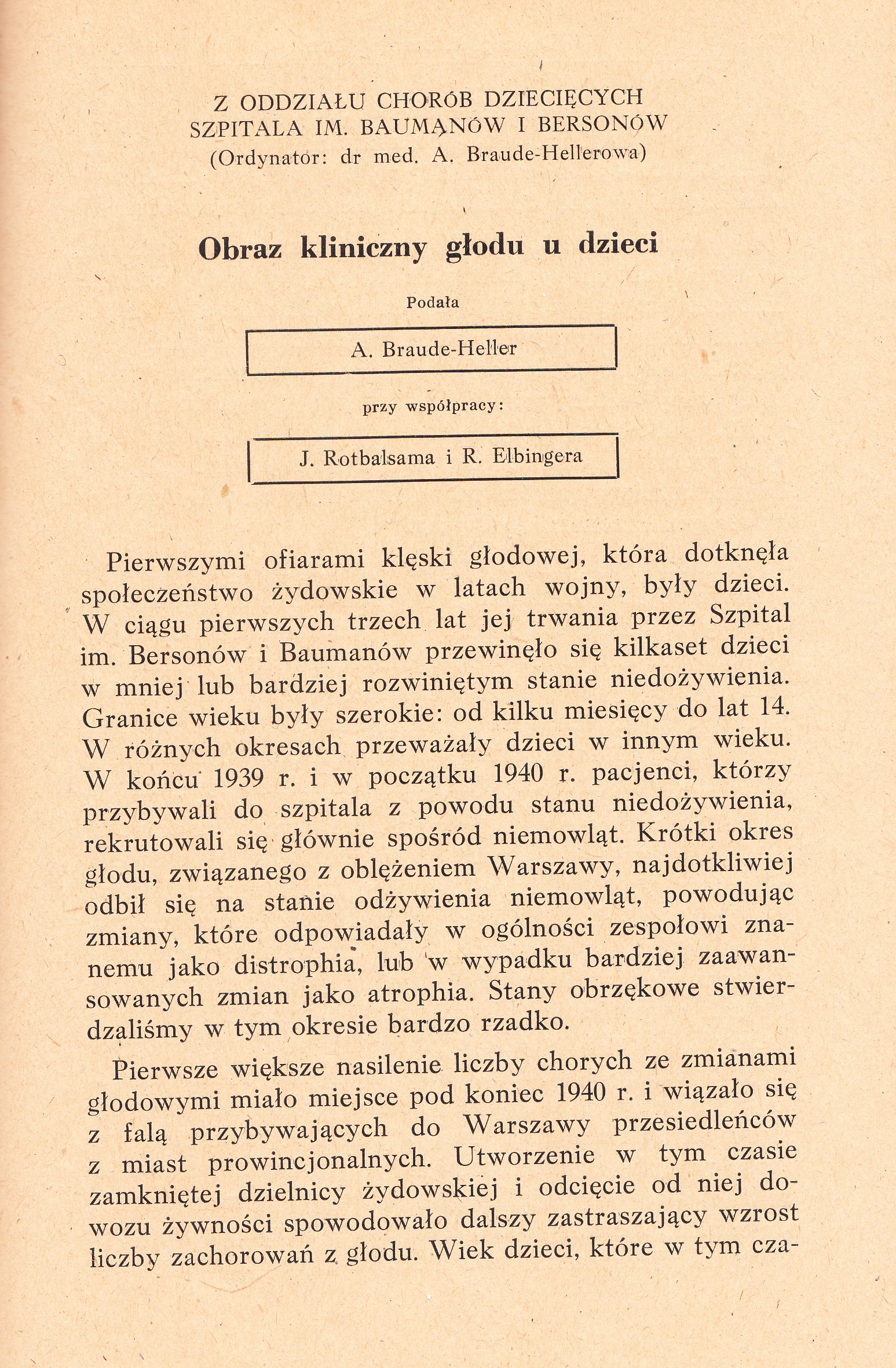
Anna Braude-Heller Hungerkrankheit: Eine klinische Studie über den Hunger im Warschauer Ghetto ab 1942

Aufgrund der Verkleinerung des Ghettos am 10. August 1942 (Auflösung des „Kleinen Ghettos“) wurde das Krankenhaus und seine Patienten aus der ulica Sienna evakuiert. Am 13. August wurde die Einrichtung in die Gebäude der ehemaligen Grundschulen in der ulica Stawki 6/8 verlegt, die sich bereits auf dem Gebiet des Umschlagplatzes befanden. Ärzte und Krankenschwestern wohnten in einem Haus in der ulica Pawia 22. Das Krankenhauspersonal konnte nach sorgfältiger Kontrolle den Umschlagplatz in einer Kolonne betreten.
Auf dem Umschlagplatz verband sich das Bersohn-Bauman-Krankenhaus mit einem anderen jüdischen Krankenhaus auf dem Ghettogelände – nämlich mit dem Jüdischen Krankenhaus in Czyste. Am 11. September 1942 wurden die Patienten und der größte Teil des Krankenhauspersonals (etwa 1000 Menschen) in das Vernichtungslager Treblinka deportiert. Adina Blady-Szwajger gab den Kindern Morphium, damit sie sofort sterben konnten, ohne das Leid der Vertreibung zu erfahren.
Noch während des Krieges, Anfang 1943, befand sich in den verlassenen Gebäuden des Krankenhauses die Kinderklinik, die früher in der ulica Litewska stand. Sie war in Betrieb bis zum Warschauer Aufstand. Von August bis Oktober 1944 war das Krankenhaus die einzige professionelle medizinische Einrichtung im Zentrum von Warschau. Die Krankenhausgebäude wurden während des Warschauer Aufstandes beschädigt.
Nach dem Ende des Zweiten Weltkrieges, nämlich in den Jahren 1946–1950 und nach dem Wiederaufbau der Einrichtung, beherbergten die Krankenhausgebäude die Hauptquartiere und Wohnungen des Zentralkomitees der Juden in Polen (Centralny Komitet Żydów Polskich). Später wurden die Gebäude wieder an medizinische Bedürfnisse angepasst, damit sie einem Krankenhaus für Kinder mit Infektionskrankheiten dienen konnten. In den Jahren 1988–1993 wurden alle Gebäude umgebaut und modernisiert. Später beherbergten sie das Landeskrankenhaus für Infektionskrankheiten namens der Warschauer Kinder. Im Jahre 2000 wurde die Einrichtung mit dem Kinderkrankenhaus in Dziekanów Leśny verbunden, wo schrittweise alle Abteilungen verlegt wurden. Im Jahr 2016 stellte der Eigentümer des Grundstücks, nämlich die lokale Regierung der Woiwodschaft Masowien, die entleerte Immobilie zum Verkauf. Im Jahre 2017 ersuchte das Ministerium für Kultur und Nationales Erbe die Regierung der Woiwodschaft, das ehemalige Krankenhaus für 30 Jahre zu pachten und dort das Museum des Warschauer Ghettos einzurichten.

## Gedenkstätte
Am 20. April 2001 wurde an der Wand des Hauptkrankenhausgebäudes (in der ulica Śliska) eine Gedenktafel zur Erinnerung an Anna Braude-Hellerowa, die Direktorin des Krankenhauses in den Jahren 1930–1942, enthüllt.

## Personal des Krankenhauses
- Anna Braude-Hellerowa
- Adina Blady-Szwajger
- Marek Edelman
- Teodozja Goliborska-Gołąb
- Hanna Hirszfeldowa
- Janusz Korczak
- Julian Kramsztyk
- Henryk Kroszczor
- Henryk Makower
- Anna Margolis